# Josie Totah
Josie Jay Totah (Sacramento, 5 agosto 2001) è un'attrice statunitense.

## Vita privata
Fa coming-out come transgender nell'agosto del 2018.

## Filmografia parziale

### Cinema
- Other People, regia di Chris Kelly (2016)
- Time Toys, regia di Mark Rosman (2016)
- Spider-Man: Homecoming, regia di Jon Watts (2017)
- Girl Power - La rivoluzione comincia a scuola (Moxie), regia di Amy Poehler (2021)

### Televisione
- Back in the Game – serie TV, 13 episodi (2013-2014)
- Jessie – serie TV, 7 episodi (2013-2015)
- The Exes – serie TV, episodio 3x19 (2014)
- New Girl – serie TV, episodio 3x22 (2014)
- Sofia la principessa (Sofia the First) – serie animata, 4 episodi (2014-2016) – voce
- 2 Broke Girls – serie TV, episodio 4x03 (2014)
- Glee – serie TV, 4 episodi (2015)
- Liv e Maddie (Liv and Maddie) – serie TV, episodi 4x05-4x08-4x09 (2016-2017)
- Champions – serie TV, 10 episodi (2018)
- Ci mancava solo Nick (No Good Nick) – serie TV, 4 episodi (2019)
- Bayside School (Saved by the Bell) – serie TV, 20 episodi (2020-in corso)
- Big Mouth – serie animata, episodi 4x01-4x02-4x03 (2020) – voce
- Good People, regia di Lee Daniels – film TV (2020)
- iCarly Revival – serie TV episodio 1x03 (2021)
- Mr.Mayor – serie TV 3 episodi (2022)
- The Buccaneers - serie TV 8 episodi (2025)

## Doppiatrici italiane
Nelle versioni in italiano delle opere in cui ha recitato, Josie Totah è stata doppiata da:
- Giona Cecchetto in Other People
- Tito Marteddu in Spider-Man: Homecoming
- Mattia Fabiano in Liv & Maddie
- Lorenzo Crisci in Champions
- Maura Marenghi in iCarly
- Letizia Scifoni in The Buccaneers

## Premi
Dorian TV Awards 2021 Categoria Animazione (Big Mouth)